# Balogh Elemér (író)
Balogh Elemér (Nyitra, 1938. január 19. – 2024. december 8.) magyar író, újságíró, dramaturg.

## Élete
1938-ban született az akkor Csehszlovákiához tartozó Nyitrán. Nyolcéves koráig Nagycétényben élt. Gyermekként tapasztalta meg a szlovák soviniszták magyarellenességét: a helyi magyar iskolát megszüntették, Balogh családjának magyar származása miatt menekülnie kellett. Mezítláb keltek át az Ipolyon, majd télen hónapokig marhavagonokban húzták meg magukat. Tanulmányait a veszprémi Lovassy László Gimnáziumban, a piarista gimnáziumban és a székesfehérvári József Attila Gimnáziumban végezte. Részt vett az 1956-os forradalomban, ezért kizárták az ország összes egyeteméről, sőt, megjárta a börtönt is. Csak évekkel később járhatott felsőoktatási intézménybe: 1964-ben az Eötvös Loránd Tudományegyetem BTK-ján szerzett magyar–latin szakos diplomát.
Élete nagy részét Veszprémben töltötte, de 15 évig élt és alkotott Budapesten (ahol 1975–1976-ban taxisofőr is volt) és Szolnokon is. Nyaralója van Balatonalmádiban is, ehhez a városhoz annyira kötődik, hogy szülőhelyének tekinti. 1958-ban a Veszprémi Általános Iskolai Gondnokságon dolgozott hivatalsegédként, majd 1959-től 1960-ig a szintén veszprémi NEVIKI-ben volt laboráns. 1960-ban és 1961-ben a veszprémi nyomdában korrektorként dolgozott, majd 1965-től 1974-ig a Napló kulturális rovatát vezette. 1977-től 1980-ig Szolnokon a Szigligeti Színház dramaturgja volt, 1981-től 1985-ig a Magyar Rádió osztályvezetőjeként, 1985-től 1989-ig a Magyar Közvélemény-kutató Intézet szerkesztőjeként dolgozott. 1990-ben visszatért a Naplóhoz, és 1994-ig annak főszerkesztője volt.
2013. március 15. alkalmából „kiemelkedő, a magyar kulturális életet gazdagító írói és újságírói tevékenysége, életútja elismeréseként” a Magyar Érdemrend tisztikeresztje kitüntetést vehette át.

## Családja
Anyai ágon Csontváry Kosztka Tivadar távoli rokona. Hét testvére érte meg a felnőttkort, nyolcuk közül ő a második legidősebb. Zsuzsa nővére 1956-ban Ausztráliába emigrált, ahonnan később Kanadába költözött. Egyik testvére Hajós-Balogh János festőművész, egyik unokatestvére Villányi Miklós országgyűlési képviselő volt. Első feleségétől kettő, másodiktól egy gyermeke született.

## Könyvei
- Ússzatok, halacskák. Regény (Budapest, Szépirodalmi Kiadó, 1975)
- Szépségverseny. Regény (Budapest, Szépirodalmi Kiadó, 1980)
- Csíksomlyói passió (Kerényi Imre társszerzőségével, Budapest, Helikon Kiadó, 1982, 2004)
- Kutyakomédia (Budapest, Magvető Kiadó, 1989)
- A semmi farka. Regény (Veszprém, Vár ucca tizenhét könyvek, 5., 1996)
- A rátóti királytalálkozó – Vidéki állatmesék (Magyar Kézíratok, a szerző kiadása, 2005)[6]
- A rátóti királytalálkozó – Pannóniai állatmesék (Magyar Kézíratok, a szerző kiadása, 2005)
- A tanár úr (Brusznyai Árpád életéről) (Pomáz, Kráter kiadó, 2007)[7]

## Díjai
- A Magyar Érdemrend tisztikeresztje (2013)[5]
- Herczeg Ferenc-díj (2024)[8]